# Курцевичи
Курце́вичи (Кориатовичи-Курцевичи) — княжеский род литовского происхождения.
Род внесён в родословные книги Волынской (VI часть) и Владимирской (III часть) губерний.
Одного с ними происхождения был угасший род князей Буремских, происходящий от Фёдора (Федько) Михайловича Курцевича.

## Происхождение
По родословному преданию, род восходит к Кориату — Михаилу Гедеминовичу (1301—1357), отсюда и употребляющееся в XVII века родовое прозвание «Кориатовичи». Но большинство польских генеалогов конца XIX — начала XX века считают их потомками другого сына Гедемина — Наримонта, князя Пинского.
Первым документально известным предком этого рода следует считать Константина по прозванию Курч, владетеля Буремля на Волыни, от которого и ведёт своё родословное древо семья. Его сын Михаил Константинович Курч (Цыплёнок), один из сподвижников Великого князя Литовского Свидригайла, обладавшего небольшими владениями в Галичине и происходившего от удельных князей Пинских. Получил от короля подтверждение на доставшееся ему от отца Буремля, Новосилец, Косров, Стратынь и другие в Луцком повете (1452), староста Владимирский (1446—1451). По имению жены Ольшаницы именовался также князем Ольшаницким из Пинска.
Князья Курцевичи, считая себя потомками Кориата Гедиминовича, приняли фамилию Кориатовичи-Курцевичи. Самуэль Янович, начал первым именоваться князем Кориатовичем-Курцевичем. Его потомки внесены в VI часть дворянской родословной книги Волынской губернии (1828—1875), но в княжеском достоинстве в Российской Империи официально не утверждены. Майор русской службы Антон (Антоний) Семёнович (Шимонович) употреблял княжеский титул, но с потомством внесён в III часть родословной книги Владимирской губернии. Генерал-майор Пётр Антонович в официальных документах титуловался князем.
Самый известный представитель рода — Иосиф Курцевич, деятель православной церкви начала XVII века.

## Описание гербов
Герба князей Кориатовичей-Курцевичей в Общем гербовнике дворянских родов Российской империи нет, но в Речи Посполитой они пользовались собственным гербом Курч.
Фигура вроде латинской буквы игрек (Y), перекрещённая в середине, а основанием своим упирающаяся в скобу с загнутыми концами; справа от этой эмблемы помещается шестиугольная звезда, а слева полумесяц. Это знамя князей Кориатовичей-Курцевичей, происшедших от Гедимина. Гербовая композиция покрыта мантией и шапкой, принадлежащими княжескому достоинству.

#### Гербовник В. А. Дурасова
Герб князей Кориатовичей-Курцевичей — это герб великого княжества Литовского (герб Погоня): в червлёном поле скачущий на белом коне рыцарь в серебряных латах, держащий в левой руке серебряный щит, на котором восьмиконечный червлёный крест, а в правой поднятой руке меч. Щит покрыт княжеской мантией и российской княжеской шапкой.

## Известные представители
- Василий Михайлович Курцевич — свидетель раздела Збаражских имений (1475).
- Иван Васильевич Булыга — родоначальник князей Булыга-Курцевичи.
- Василий Иванович Курцевич — королевский ротмистр († около 1553).
- Михаил Иванович Курцевич — судья Владимирский.
- Дмитрий Васильевич Курцевич — подстароста Белоцерковский (1578), державца Вонячинский (1590).
- Александр Михайлович Курцевич (ум. 1585) — подстароста Владимирский (1578—1584), его брат Константин занял эту должность после смерти Александра.
- Ян (Януш) Курцевич — подстароста Черкасский и Белоцерковский[2].

## Отображение в искусстве
- Княжеская семья Курцевичей описана в романе Г. Сенкевича «Огнём и мечом» и показана в одноимённом художественном фильме 1999 года.